# Theria (zoogdieren)
Theria is de clade van de levendbarende zoogdieren (Mammalia) die de buideldieren en de placentadieren omvat, de twee belangrijkste groepen binnen de zoogdieren. De cloacadieren zijn de enige zoogdieren buiten deze clade.
Voor deze naam wordt meestal de rang onderklasse gebruikt, hoewel de term supercohort ook is benut. Voor grotere groepen die naast de Theria steeds meer fossiele zoogdieren omvatten, worden de termen Tribosphenida, Zatheria, Cladotheria, Trechnotheria, Holotheria en Theriiformes gebruikt. De Theria zelf worden ingedeeld in twee infraklassen of cohorten: buideldieren (Metatheria of Marsupialia) en placentadieren (Eutheria of Placentalia).